# Melithaea moluccana
Melithaea moluccana is een zachte koraalsoort uit de familie Melithaeidae. De koraalsoort komt uit het geslacht Melithaea. Melithaea moluccana werd in 1896 voor het eerst wetenschappelijk beschreven door Kükenthal. 